# Ingerana
Az Ingerana a kétéltűek (Amphibia) osztályába, a békák (Anura) rendjébe és a  Dicroglossidae családjába tartozó nem. A nem nevét Robert Frederick Inger amerikai herpetológus tiszteletére kapta.

## Elterjedése
A nembe tartozó fajok Ázsiában, Nepálban, Indiában, Kinában valamint Borneó szigetén és a Fülöp-szigeteken honosak.

## Rendszerezés
A nembe az alábbi fajok tartoznak:
- Ingerana borealis (Annandale, 1912)
- Ingerana charlesdarwini (Das, 1998)
- Ingerana reticulata (Zhao & Li, 1984)
- Ingerana tenasserimensis (Sclater, 1892)